# لي زيجون
لي زيجون ( 14 ديسمبر 1996 -) لاعبة تزلج على الجليد صينية ولدت في مدينة تشانغتشون ، مقاطعة  جيلين . حصلت لي زيجون على الميدالية البرونزية في نهائيات سباق الجائزة الكبرى العالمي للناشئين لعام 2010. وفاز بالميدالية البرونزية في فردي السيدات في دورة الألعاب الأولمبية الشتوية للشباب لعام 2012 في إنسبروك.